# 마카리오 (영화)
마카리오(Macario)는 멕시코에서 제작된 로베르토 가발돈 감독의 1960년 드라마, 판타지, 미스터리 영화이다. 아카데미 국제영화상 후보에 오른 첫 멕시코 영화이다.

## 출연
- Ignacio López Tarso
- Pina Pellicer
- 엔리크 루세로
- Mario Alberto Rodríguez
- Enrique García Álvarez
- Eduardo Fajardo
- José Gálvez
- José Luis Jiménez